# Alice Schmidt (Leichtathletin)
Alice Schmidt Kehaya (* 3. Oktober 1981 in Omaha, Nebraska) ist eine ehemalige US-amerikanische Leichtathletin, die sich auf den 800-Meter-Lauf spezialisiert hat.

## Sportliche Laufbahn
Alice Schmidt wuchs in Nebraska auf und absolvierte ein Studium an der University of North Carolina. In den Jahren 2002 und 2003 wurde sie NCAA-Hallenmeisterin über 800 Meter und 2005 sammelte sie erste internationale Erfahrungen, als sie bei den Weltmeisterschaften in Helsinki mit 2:01,43 min im Halbfinale über 800 Meter ausschied. Im Jahr darauf wurde sie bei den Hallenweltmeisterschaften in Moskau im Vorlauf disqualifiziert und 2007 schied sie bei den Weltmeisterschaften in Osaka mit 2:02,49 min in der ersten Runde aus. Im Jahr darauf nahm sie an den Olympischen Sommerspielen in Peking teil und kam dort mit 2:02,33 min nicht über den Vorlauf hinaus. 2011 schied sie bei den Weltmeisterschaften in Daegu mit 2:01,16 min im Semifinale aus und im Jahr darauf nahm sie erneut an den Olympischen Sommerspielen in London teil und schied dort mit 2:01,63 min ebenfalls im Halbfinale aus. 2013 beendete sie dann ihre aktive sportliche Karriere im Alter von 32 Jahren.
2006 wurde Schmidt US-amerikanische Hallenmeisterin im 800-Meter-Lauf.

## Persönliche Bestleistungen
- 800 Meter: 1:58,61 min, 19. Juli 2011 in Lignano Sabbiadoro
  - 800 Meter (Halle): 2:01,93 min, 26. Februar 2006 in Boston
- 1500 Meter: 4:05,64 min, 1. Juni 2012 in Eugene